# 高崎市内循環バスぐるりん

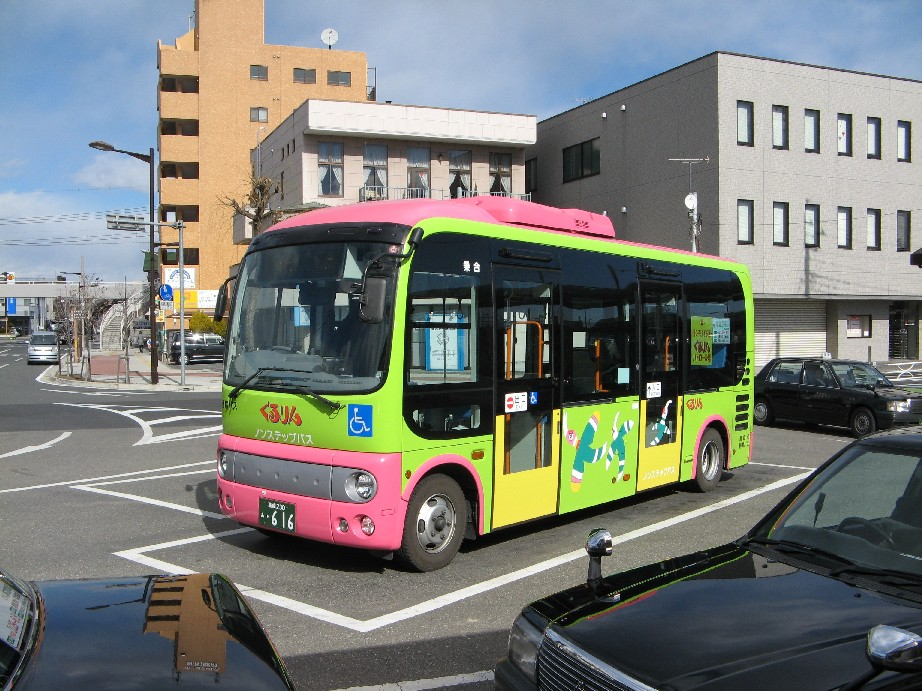
ぐるりん（新町駅）

高崎市内循環バスぐるりん（たかさきしないじゅんかんバスぐるりん）は群馬県高崎市のコミュニティバスである。群馬バス、群馬中央バス、上信観光バス、上信ハイヤー、関越交通が受託している。
2023年1月28日から、「nolbé」「PASMO」、交通系ICカード全国相互利用サービスにおける利用が可能となった。

## 現行路線
※全路線、元日は運休する。

### 都心循環線
- 高崎駅西口 → 大手前連雀町 → スズラン前 → 市役所 → 高崎総合医療センター → 総合保健センター・中央図書館 → 通町 → 高崎駅西口
  - 系統番号： 0
  - 群馬バス（箕郷営業所）、上信観光バスが受託。

### 少林山線
- 高崎駅西口 - 高崎総合医療センター - 乗附 - （鼻高展望花の丘） - 少林山入口 - 八幡霊園入口 - 剣崎十字路 - 群馬八幡駅 - 下豊岡 - 高崎総合医療センター - 高崎駅西口
  - 系統番号： →方向が1、←方向が2
  - 高崎駅西口 - 乗附 - 八幡霊園入口間を「乗附・少林山コース」、八幡霊園入口 - 下豊岡 - 高崎駅西口間を「豊岡・群馬八幡コース」と称している。
  - 群馬バス（箕郷営業所）が受託

### 高経大線

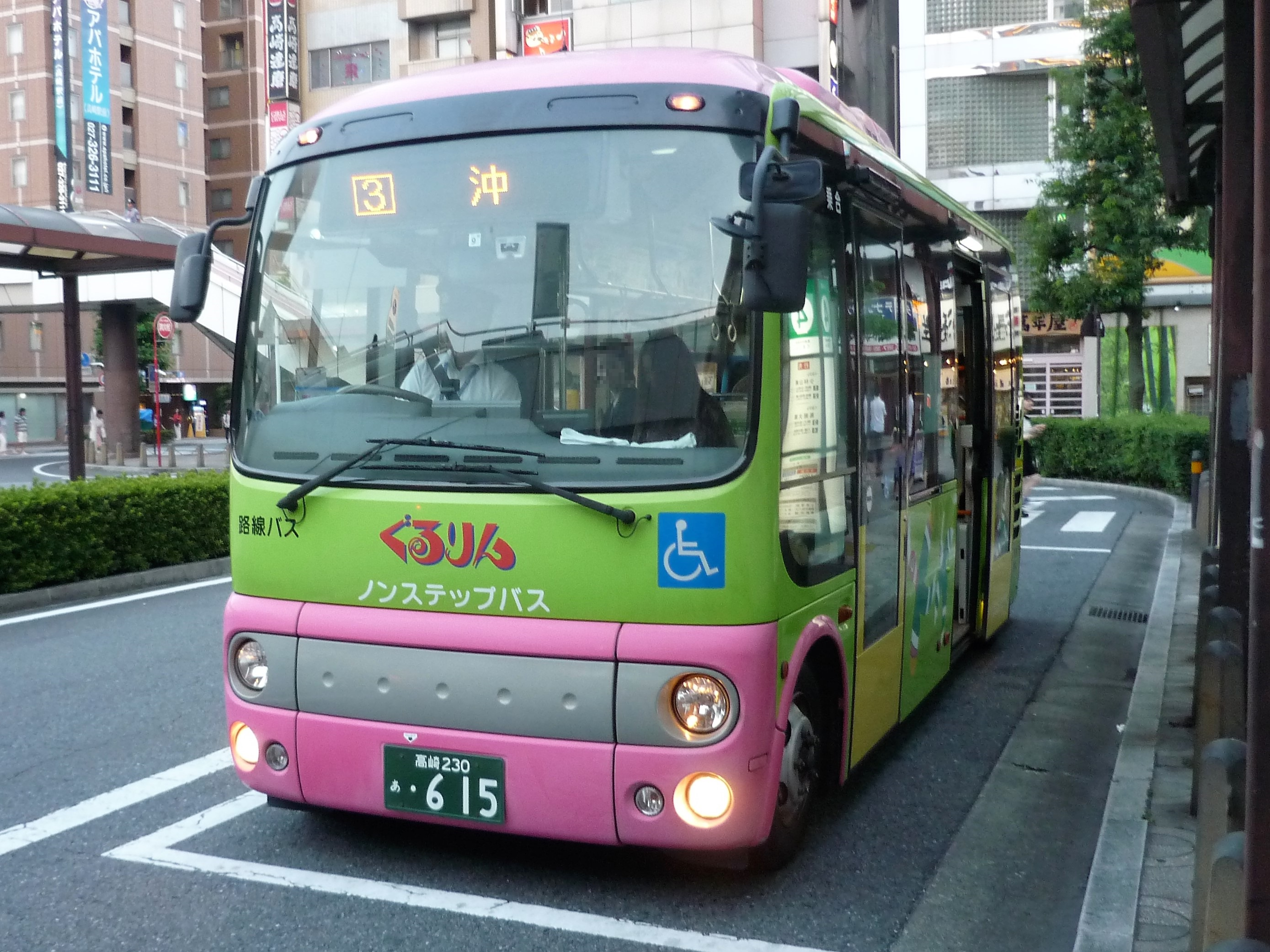
高経大線

- 高崎駅西口 - 高崎総合医療センター - 高経大前 - 剣崎十字路 - 金井淵団地中央 - 沖 - 六郷小学校前 - 真木病院前 - 総合福祉センター - 高崎駅西口
  - 系統番号： →方向が3、←方向が4
  - 高崎駅西口 - 高経大前 - 沖間を「経大・金井淵コース」、沖 - 六郷小学校前 - 高崎駅西口を「六郷・真木病院コース」と称している。
  - 群馬バス（箕郷営業所）が受託

### 大八木線
- 高崎駅西口 - 新島短大前 - 浜川体育館 - 高崎北高校前 - とりせん群馬町店前 - 正観寺町 - 鳥羽町東 - 日高病院 - 中尾町 - 井野駅北 - 高崎問屋町駅問屋口 - 総合福祉センター - 高崎駅西口
  - 系統番号： →方向が5、←方向が6
  - 高崎駅西口 - 浜川体育館 - 正観寺町間を「北高・浜川体育館コース」、正観寺町 - 中尾町 - 高崎駅西口を「中尾・日高病院コース」と称している。
  - 関越交通（前橋営業所）が受託

### 京ヶ島線
- 高崎駅東口 - 高崎女子高校入口 - 高崎問屋町駅貝沢口 - 高崎商業高校入口 - 中央中等教育学校前 - 大沢町 - 荻原町南 - ニューサンピア前 - 上大類町 - 高崎駅東口
  - 系統番号： →方向が7、←方向が8
  - 高崎駅東口 - 中央中等教育学校 - 荻原町南間を「高女・中央中等コース」、荻原町南 - ニューサンピア前 - 高崎駅東口間を「上大類・ニューサンピアコース」と称している。
  - 群馬中央バスが受託

### 群馬の森線
- 高崎駅東口 - 高崎健康福祉大学 - 元島名町 - 中島団地入口 - 昭和病院 - 群馬の森 - 中居町二丁目 - 高崎駅東口
  - 系統番号： →方向が9、←方向が10
  - 高崎駅東口 - 元島名町 - 昭和病院間を「健大・元島名コース」、昭和病院 - 中居町二丁目 - 高崎駅東口間を「中居団地・群馬の森コース」と称している。
  - 群馬中央バスが受託

### 倉賀野線
- 高崎駅西口 - 下中居町東 - 倉賀野駅前 - 木部町 - 高崎産業技術専門校 - 商科大学前 - 下佐野町 - 佐野小学校入口 - 高崎駅西口
  - 系統番号： →方向が11、←方向が12
  - 高崎駅西口 - 倉賀野駅前 - 高崎産業技術専門校間を「下中居・倉賀野駅コース」、高崎産業技術専門校 - 商科大学前 - 高崎駅西口間を「佐野小・商科大学コース」と称している。
  - 上信観光バスが受託
  - 高崎産業技術専門校バス停は西山名駅の近く。

### 観音山線

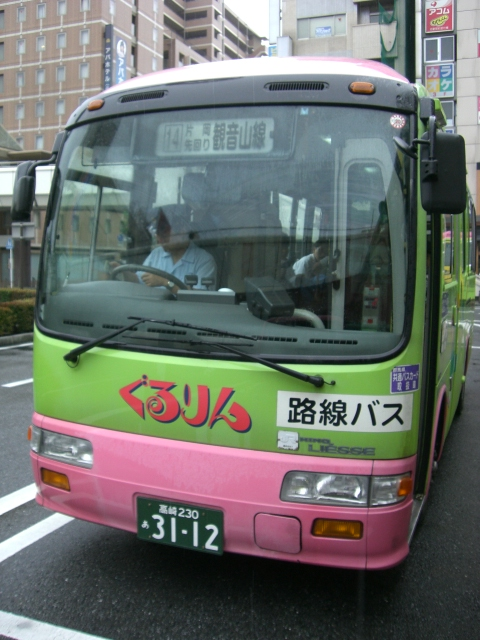
観音山線

- 高崎駅西口 - 城南大橋西 - 農大二高 - 染料植物園入口 - 国立のぞみの園 - 観音山頂 - 片岡小学校前 - 高崎総合医療センター - 高崎駅西口
  - 系統番号： →方向が13、←方向が14
  - 高崎駅西口 - 農大二高 - 国立のぞみの園間を「農二・染料植物園コース」、国立のぞみの園 - 観音山頂 - 高崎駅西口間を「片岡・観音山コース」と称している。
  - 上信観光バスが受託

### 岩鼻線
- 高崎駅東口 - 上佐野町 - 産業創造館入口 - 倉賀野駅前 - 群馬の森 - 昭和病院
  - 系統番号： →方向が15、←方向が16
  - 群馬バス（箕郷営業所）が受託

### 外来センター線
- 温水プール - 新町支所東 - 新町駅 - 藤岡総合病院外来センター
  - 系統番号： →方向が35、←方向が36
  - 上信ハイヤーが受託。日休日運休。

### 白川線
- 群馬バス箕郷営業所 - とりせん箕郷店 - 下芝区 - 白川団地 - 和田山北 - 箕郷温泉まねきの湯 - 箕輪郵便局前 - 群馬バス箕郷営業所
  - 系統番号： →方向が27（下芝区先回り）、←方向が28（箕輪郵便局先回り）
  - 群馬バス（箕郷営業所）が受託。火曜・水曜のみ運転、白川団地～和田山北間は自由乗降区間（平成26年4月1日より）。
  - 一部区間で、スクール対応の系統あり。

### 生原線
- 群馬バス箕郷営業所 - 原中北 - 生原一区東 - とりせん箕郷店 - 箕郷支所 - （箕郷図書館前） - （箕輪小学校西） - （箕輪城長寿センター・木曜と金曜のみ） - 群馬バス箕郷営業所
  - 系統番号： →方向が29、←方向が30
  - 群馬バス（箕郷営業所）が受託。月曜・木曜・金曜のみ運転。（　）内のバス停は一往復のみ乗り入れ。
  - 一部区間で、スクール対応の系統あり。

### 松原線
- 群馬バス箕郷営業所 - とりせん箕郷店 - 箕輪郵便局前 - 城山入口 - 東松原北 - 北松原 - 天神集会所前 - 群馬バス箕郷営業所
  - 系統番号： →方向が31（とりせん箕郷店先回り）、←方向が32（北松原先回り）
  - 群馬バス（箕郷営業所）が受託。火曜・木曜・金曜のみ運転、北松原～天神集会所前間は自由乗降区間（平成26年4月1日より）。
  - 一部区間で、スクール対応の系統あり。

### 柏木沢線
- 群馬バス箕郷営業所 - 東小入口 - 新田上西 - 新田上東 - 前小路貯水池東 - 本田下 - 箕郷文化会館前 - 群馬バス箕郷営業所 - 箕郷温泉まねきの湯 - 箕輪郵便局前 - （箕郷図書館前） - （箕輪小学校西） - （箕輪城長寿センター・水曜のみ） - 群馬バス箕郷営業所
  - 系統番号： →方向が33（東小入口先回り）、←方向が34（箕輪郵便局前先回り）
  - 群馬バス（箕郷営業所）が受託。月曜・水曜のみ運転。（　）内のバス停は、一往復のみ乗り入れ。新田上西～新田上東・前小路貯水池東～本田下間は自由乗降区間（平成26年4月1日より）。
  - 一部区間で、スクール対応の系統あり。

### こうづけ国分寺線
- イオンモール高崎 - 群馬温泉やすらぎの湯 - 関越中央病院 - 上野国分寺跡前 - イオンモール高崎 - 菅谷町南 - 三ツ寺公園・長寿センター西 - イオンモール高崎　
  - 系統番号： →方向が19（関越中央病院先回り）、←方向が20（三ツ寺先回り）
  - 関越交通（前橋営業所）が受託。日祝は運休。

### かみつけの里線
- イオンモール高崎 - 三ツ寺公園・長寿センター西 - かみつけの里博物館前 - 上郊小学校西 - イオンモール高崎 - 足門町 - ルネス二之沢 - 金古王塚台団地 - イオンモール高崎
  - 系統番号： →方向が21（三ツ寺先回り）、←方向が22（金古王塚台団地先回り）
  - 関越交通（前橋営業所）が受託。日祝は運休。

### 榛名線
- 群馬バス室田営業所 - 榛名パワーセンター前 - 鳥井沢 - 本郷保育園前 - 金井淵団地中央 - 群馬八幡駅
  - 系統番号： →方向が23、←方向が24
  - 群馬バス（榛名営業所）が受託

### 倉渕線
- 権田車庫 - 倉渕福祉センター - 水沼 - 倉渕支所 - 落合 - 本庄 / 間野公民館前 - 群馬バス室田営業所 - 榛名パワーセンター前 - ベイシア前
  - 系統番号： →方向が25、←方向が26
  - 群馬バス（榛名営業所）が受託
  - 群馬バス室田営業所 - ベイシア前間は昼間1往復のみ。
  - 平成26年4月1日より、倉渕福祉センターに乗り入れ。同時に、くらぶちこども園入口～下水沼間を自由乗降区間とする。

## 廃止路線

### 新町線
- 昭和病院 - 群馬の森 - ららん藤岡 - 公立病院外来センター - 砂原 - 新町駅 - タカナシ乳業前 - 新町駅
  - 系統番号： →方向が17、←方向が18
  - 群馬バスが受託

※平成26年3月31日に廃止、新町循環線と外来センター線に再編。

### かみつけ線
- イオンモール高崎 - 群馬支所 - 中里町 - 箕郷支所 - 白川団地 - かみつけの里博物館前 - とりせん群馬町店前 - 菅谷町南 - 稲荷台町 - イオンモール高崎
  - 系統番号： →方向が19（箕郷支所先回り）、←方向が20（菅谷先回り）
  - 関越交通が受託

※平成26年3月31日に廃止、白川・生原・松原・柏木沢線とかみつけの里線に再編。

### 箕輪城線
- 群馬バス箕郷営業所 - 箕郷支所 - 箕輪城跡入口 - 金古王塚台団地 - 群馬温泉やすらぎの湯 - 明和県央高校入口 - 上野国分寺跡 - イオンモール高崎 - 群馬支所 - 群馬バス箕郷営業所
  - 系統番号： →方向が21（箕輪城先回り）、←方向が22（国分寺先回り）
  - 群馬バスが受託

※平成26年3月31日に廃止、こうづけ国分寺線とかみつけの里線に再編。

## 運賃
- 基本運賃： 大人 200円、子供（小学生以下） 100円
- 都心循環線： 大人 100円、子供（小学生以下） 100円 （他路線の都心循環線と重なる区間も同料金）
- 回数券・フリー乗車券・都心循環線1日自由乗車券・専用通勤・通学定期券あり。ぐんネットも使用可能（但し、新町循環線・外来センター線を除く）。

## その他
音声合成は、レシップ製を採用している。全路線・全受託先で統一されている。